# Jebel Ayachi
Jebel Ayachi är ett berg i Marocko.   Det ligger i regionen Drâa-Tafilalet, i den nordöstra delen av landet, 240 km sydost om huvudstaden Rabat. Toppen på Jebel Ayachi är 3 747 meter över havet.